# Сомда, Антуан
Антуан Сомда (фр. Antoine Somdah; род. 12 июня 1962) ― государственный деятель Буркина-Фасо, дипломат. Чрезвычайный и полномочный посол Республики Буркина-Фасо в Российской Федерации с 2014 года.

## Биография
Родился 12 июня 1962 года. В 1988 году окончил Школу права Университета Уагадугу, после чего продолжил обучение в СССР. В 1993 году окончил бакалавриат Российском университете дружбы народов по специальности «юриспруденция», а в 1995 году ― магистратуру по специальности «международное публичное право». В начале 1990-х проходил стажировку в Моссовете и в прокуратуре Москвы.
В 1996 году начал профессиональную карьеру в министерстве иностранных дел Буркина-Фасо. В 2007―2012 гг. ― первый советник в Постоянном представительстве Буркина-Фасо в ООН в Нью-Йорке, принимал участие в 63, 64, 65, 66 и 67 сессии Генеральной Ассамблеи ООН. В 2008―2009 гг. ― Член Совета безопасности ООН.
В 2012―2014 гг. ― Генеральный секретарь Института высоких международных исследований (INHEI) в Буркина-Фасо, профессор. Является экспертом в вопросах правового обеспечения в сфере атомной энергетики. Участник множества сессий Генеральной конференции МАГАТЭ.
8 января 2014 года был назначен Чрезвычайным и полномочным послом Республики Буркина-Фасо в Российской Федерации. 7 марта вручил копии своих верительных грамот заместителю министра иностранных дел Российской Федерации М. Л. Богданову, а 27 июня в ходе официальной церемонии был представлен президенту России В. В. Путину, с которым обсудил кризисы в Сирии, Афганистане, Ираке, иранский ядерный вопрос и украинский кризис, а также выразил готовность правительства Буркина-Фасо активизировать научно-техническое и коммерческое сотрудничество с Россией. На данный момент посольство, возглавляемое Антуаном Сомда, является единственным дипломатическим представительством Буркина-Фасо в России, в то время как Россия никаких дипломатических или консульских представительств в Буркина-Фасо не имеет.
Владеет французским, русским, английским, и, хуже, немецким языками.